# Physics Today
Physics Today, creata 1948, è il giornale dei membri dell'American Institute of Physics. In oltre 60 anni molti fisici famosi hanno scritto per la rivista, fra i quali spiccano nomi di rilievo come Albert Einstein, Niels Bohr, e Richard Feynman.
Nonostante il contenuto sia rigorosamente scientifico e aggiornato, non si può definire come rivista accademica nel senso di veicolo di pubblicazione dei nuovi risultati. Piuttosto informa il lettori sulle nuove scoperte in forma di articoli scritti da esperti, articoli più brevi scritti dallo staff ma anche discussioni sugli ultimi eventi avvenuti nella comunità scientifica.
La rivista include anche risorse storiche, anche sul cosiddetto scudo spaziale degli anni '80, e sulle condizioni della fisica nella Cina e sull'Unione Sovietica durante gli anni '50 e '70.